# ویکرام (فیلم ۲۰۲۲)
ویکرام (به انگلیسی: Vikram) فیلمی هندی محصول سال ۲۰۲۲ و به کارگردانی لوکش کاناگاراج است. در این فیلم بازیگرانی همچون کمال حسن، فهد فاضل و ویجی ستوپاتی ایفای نقش کرده‌اند.